# Куссери
Куссе́ри или Кусе́ри (Форт-Фуро́; фр. Kousséri) — город на северо-востоке Камеруна, в Крайнесеверном регионе. Является административным центром департамента Логон и Шари. Население — 101 246 чел. (по данным 2010 года).

## География
Куссери расположен на крайнем севере Камеруна, на левом берегу реки Шари. На противоположном берегу лежит столица соседнего государства Чад — Нджамена.

## Климат
| Показатель                    | Янв. | Фев. | Март | Апр. | Май  | Июнь | Июль  | Авг.  | Сен. | Окт. | Нояб. | Дек. | Год   |
| ----------------------------- | ---- | ---- | ---- | ---- | ---- | ---- | ----- | ----- | ---- | ---- | ----- | ---- | ----- |
| Средний суточный максимум, °C | 32   | 35   | 39   | 42   | 40   | 38   | 34    | 31    | 34   | 37   | 37    | 34   | 36,1  |
| Средняя температура, °C       | 23,0 | 25,8 | 29,7 | 32,6 | 32,3 | 30,1 | 27,2  | 25,7  | 27,1 | 28,2 | 25,9  | 23,6 | 27,6  |
| Средний суточный минимум, °C  | 15   | 18   | 22   | 26   | 27   | 26   | 24    | 23    | 23   | 23   | 19    | 16   | 21,8  |
| Норма осадков, мм             | 0,0  | 0,0  | 0,2  | 7,8  | 26,0 | 57,4 | 146,5 | 203,6 | 93,6 | 19,1 | 0,1   | 0,0  | 554,4 |
| Источник: ,                   |      |      |      |      |      |      |       |       |      |      |       |      |       |

## История
Город входил в состав африканского государства Борну. В 1900 году после битвы при Куссери, в ходе которой французские экспедиционные отряды разгромили войска местного правителя Раби аз-Зубайра, власть над Куссери и окрестными территориями перешла к Франции. С 1960 года Куссери — в составе независимого Камеруна.

## Транспорт
Через Куссери проходят два транс-африканских автодорожных маршрута:
- Транссахельское шоссе (Дакар-Нджамена)
- Шоссе Триполи-Кейптаун